# 이장훈 (언론인)
이장훈(李章薰, ? ~ ?)은 대한제국과 일제강점기의 언론인으로, 호는 지산(芝山)이다.

## 생애
1907년 1월 18일 《대한매일신보》 사원으로 입사했으며 1908년 5월 28일 《대한매일신보》 시사평론 담당자로 선임되었다. 1909년 11월 30일 《한성신보》 사원으로 입사했지만 나중에 《대한매일신보》로 복귀했다. 1910년 6월 14일 영국인 앨프리드 W. 마넘(萬咸(만함), Alfred W. Marnham)으로부터 40,000원을 받고 판권을 사들였고 1910년 8월 28일까지 《대한매일신보》 발행인 겸 편집인을 역임했다. 당시 《대한매일신보》는 1910년 5월 21일에 통감부에 매수된 뒤부터 통감부의 기관지로 전락한 상태였다.
1910년 8월 30일부터 1910년 10월 21일까지 조선총독부 기관지 《매일신보》 발행인 겸 편집인을 역임했으며 1916년 3월 4일 《매일신보》에 지령 3,000호 기념사인 〈원축 삼만호(願祝 三萬號)〉를 기고했다. 〈원축 삼만호〉는 매일신보의 성장을 축하하고 발전을 기원하는 내용을 담고 있었다. 친일반민족행위진상규명위원회가 발표한 친일반민족행위 705인 명단에 포함되었다.

## 같이 보기
- 매일신보

## 참고자료
- 친일반민족행위진상규명위원회 (2009). 〈이장훈 (李章薰)〉. 《친일반민족행위진상규명 보고서 Ⅳ-13》. 서울. 865~875쪽.